# Staatliche Münze Berlin

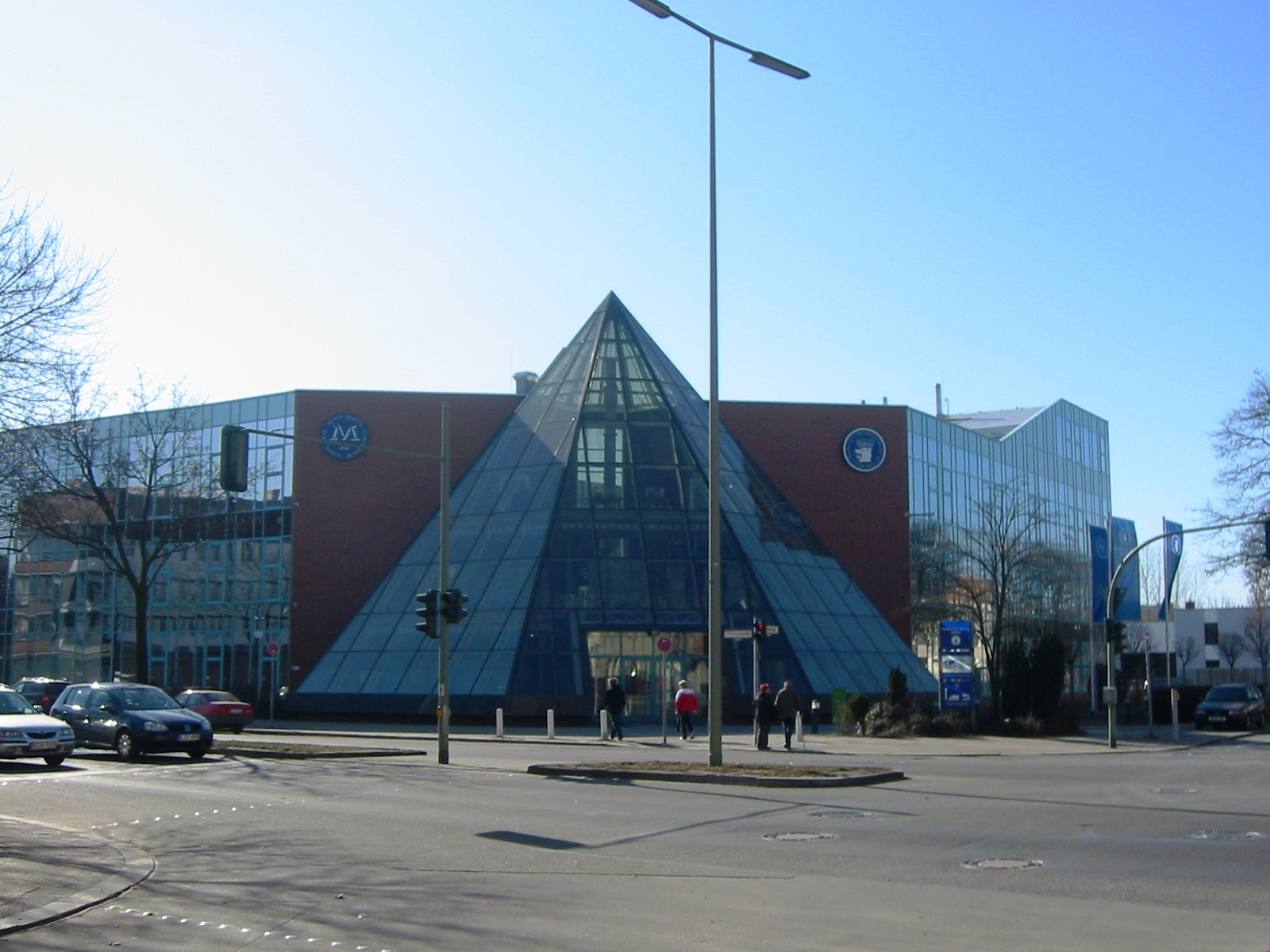
La sede della Staatliche Münze Berlin

La Staatliche Münze Berlin è una zecca della Germania con sede a Berlino.
Questa zecca è incaricata della coniazione delle monete tedesche destinate sia alla circolazione che alla collezione. Tutte le monete che escono da questa zecca presentano sul rovescio una A come marchio.
La Staatliche Münze Berlin opera dal 1750.
La Staatliche Münze Berlin è, insieme alla Bayerisches Hauptmünzamt di Monaco di Baviera, la Hamburgische Münze di Amburgo e la Staatliche Münzen Baden-Württemberg con le due sedi di Stoccarda e di Karlsruhe, una delle cinque zecche di monete tedesche presenti in Germania.